# Rudolph Maté
Rudolph Maté (Cracovia, Polonia, 1898-Los Ángeles, California, Estados Unidos, 1964) fue un camarógrafo, director de fotografía y director de cine polaco-estadounidense cuyo verdadero nombre era Rudolph Mayer.

## Vida y carrera
Finalizados sus estudios en la Universidad de Budapest, Maté combate en la Gran Guerra y en 1921 comienza a trabajar como ayudante de cámara en la productora Hungarian Films en películas dirigidas por Alexander Korda. Después de trabajar con el director de fotografía Karl Freund y el productor Erich Pommer, Maté logra consolidarse, a mediados de los años veinte, como un prestigioso fotógrafo y destaca más por su participación y trabajo conjunto con Carl Theodor Dreyer en películas como Mikael (1924), La pasión de Juana de Arco (1928) y Vampyr (1931).
Durante la primera mitad de los años treinta trabaja regularmente en Francia, y de entre sus películas de ese período destacan Prix de beauté de Augusto Genina (1930), Le dernier milliardaire de René Clair (1934) y Liliom de Fritz Lang (1934).
En 1935 viaja a Estados Unidos y se instala indefinidamente; desde su llegada a Norteamérica y durante los siguientes diez años Rudolph Maté es reconocido como un importante director de fotografía y participa en la producción de múltiples proyectos fílmicos de mucho renombre para la época: Dodsworth de William Wyler (1936), Stella Dallas de King Vidor (1937), Blockade de William Dieterle (1938), Love Affair de Leo McCarey (1939), The Real Glory de Henry Hathaway (1939), Foreign Correspondent de Alfred Hitchcock (1940), That Hamilton Woman de Alexander Korda (1941), To Be or Not To Be de Ernst Lubitsch (1942), I Married a Witch de René Clair (1942), Sahara de Zoltan Korda (1943) y Gilda de Charles Vidor (1946).
La gran experiencia adquirida durante la producción de tantos filmes le proporcionó a Rudolph Maté la confianza para dirigir completamente y rodar películas con regularidad a sus cincuenta años; pero es de gran curiosidad que bajo su dirección no se perciben pretensiones estéticas, ni de ningún otro tipo, y se limita principalmente a narrar una historia dentro de los géneros y estilos hasta el momento tradicionales.
Sus mejores películas las hace durante los años cincuenta: el melodrama Amarga sombra, las historias policíacas Union Station, Perseguida y Forbidden,  la temática del Lejano Oeste Marcado a fuego, Horizontes azules y La ley de los fuertes, la fantasía oriental Su alteza el ladrón, la ciencia ficción con el filme Cuando los mundos chocan, la producción de capa y espada Coraza negra y el género de aventura con El caballero del Mississippi y Aquellos duros años.
Al finalizar el periodo de esplendor de los grandes estudios, el cine de Rudolph Maté se debilita y pierde su razón de ser finalmente con los péplums rodados en Italia a principios de la década de los sesenta. Finalmente, el 27 de octubre de 1964 Maté muere de un problema cardíaco en Hollywood a los 66 años de edad.

## Filmografía como director
| Película                                          | Año  | Título en España             |
| ------------------------------------------------- | ---- | ---------------------------- |
| Le costaud des P.T.T.                             | 1931 |                              |
| Gilda                                             | 1946 | Gilda                        |
| It Had to Be You                                  | 1947 | Tenías que ser tú            |
| The Dark Past                                     | 1948 | Cerco de odio                |
| No Sad Songs For Me                               | 1950 | Amarga sombra                |
| D.O.A.                                            | 1950 | Con las horas contadas       |
| Union Station                                     | 1950 | Union Station                |
| Branded                                           | 1950 | Marcado a fuego              |
| The Prince Who Was a Thief                        | 1951 | Su alteza el ladrón          |
| When Worlds Collide                               | 1951 | Cuando los mundos chocan     |
| The Green Glove                                   | 1952 | El guantelete verde          |
| Sally and Saint Anne                              | 1952 | La casa del abuelo           |
| Paula                                             | 1952 | El secreto de Paula          |
| The Mississippi Gambler                           | 1953 | El caballero del Mississippi |
| Second Chance                                     | 1953 | Perseguida                   |
| Forbidden                                         | 1953 |                              |
| The Black Shield of Falworth                      | 1954 | Coraza negra                 |
| The Siege at Red River                            | 1954 |                              |
| The Violent Men                                   | 1955 | Hombres violentos            |
| The Far Horizons                                  | 1955 | Horizontes azules            |
| The Rawhide Years                                 | 1955 | Aquellos duros años          |
| Miracle in the Rain                               | 1956 |                              |
| Port Afrique                                      | 1956 | Puerto África                |
| Three Violent People                              | 1957 | La ley de los fuertes        |
| The Deep Six                                      | 1958 |                              |
| For The First Time / Serenade einer grossen liebe | 1959 | Por primera vez              |
| Revak, lo schiavo di Cartagine                    | 1960 | Revak, el rebelde            |
| The 300 Spartans                                  | 1962 | El león de Esparta           |
| Il dominatore dei sette mari                      | 1962 |                              |
| Aliki, My Love                                    | 1963 |                              |

## Premios y distinciones
Premios Óscar
| Año  | Categoría                          | Película                  | Resultado |
| ---- | ---------------------------------- | ------------------------- | --------- |
| 1941 | Mejor fotografía en blanco y negro | Foreign Correspondent     | Nominado  |
| 1942 | Mejor fotografía                   | Lady Hamilton             | Nominado  |
| 1943 | Mejor fotografía en blanco y negro | El orgullo de los Yanquis | Nominado  |
| 1945 | Mejor fotografía en color          | Las modelos               | Nominado  |

### Enciclopedias y biografías autorizadas
- Britannica – Biografía de Rudolph Maté https://www.britannica.com/biography/Rudolph-Mate

### Revistas especializadas y análisis académicos
- American Cinematographer (1951, vol. 32) – Referencia a su paso a la dirección    https://archive.org/download/americancinemato32unse/americancinemato32unse.pdf
- American Cinematographer (1954, vol. 35) – Referencias a su trabajo en Technicolor  https://upload.wikimedia.org/wikipedia/commons/8/8f/American_cinematographer._%28Vol._35%2C_1954%29_%28IA_americancinemato35unse%29.pdf
- Sarah Street – “The Monopack Revolution…” (sobre The Mississippi Gambler)  https://www.academia.edu/73653279/The_Monopack_Revolution_Global_Cinema_and_Jigokumon_Gate_of_Hell_Kinugasa_Teinosuke_1953_

### Bases de datos de cine
- IMDb – Biografía de Rudolph Maté    https://www.imdb.com/name/nm0005789/bio/
- The Movie Database (TMDB) – Perfil de Rudolph Maté   https://www.themoviedb.org/person/11593-rudolph-mat

### Blogs especializados en cine clásico (análisis cualitativo)
- Classic Film Aficionados – Reseña biográfica detallada    https://classicfilmaficionados.wordpress.com/2015/01/21/rudolph-mate-close-up-and-personal-born-january-21/
- Jeff Arnold’s West – Biografía enfocada en su contribución al western                                    https://jeffarnoldswest.com/2020/09/rudolph-mate/

- Datos: Q1668173
- Multimedia: Rudolph Maté / Q1668173